# Königsbrück

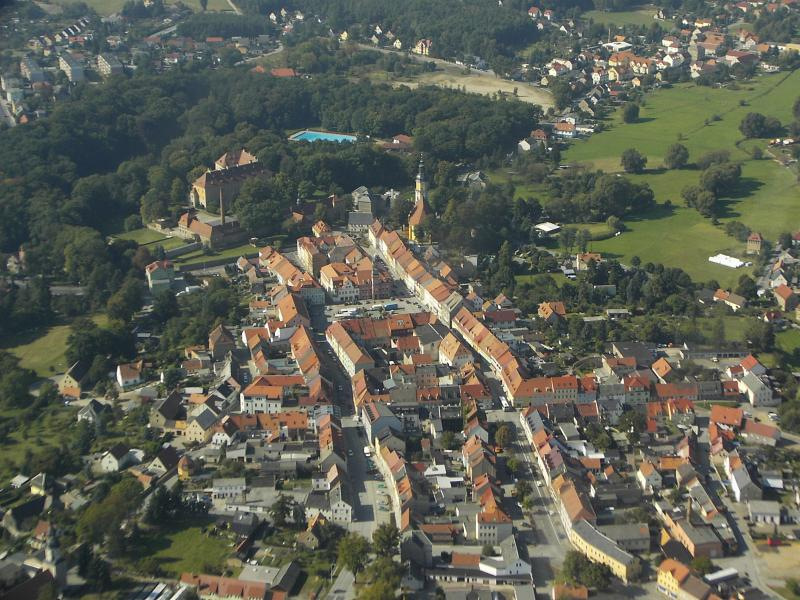
Blick auf die Altstadt von Königsbrück, an deren westlichem Rand (im Bild oben) sich das Schloss und die Hauptkirche befinden

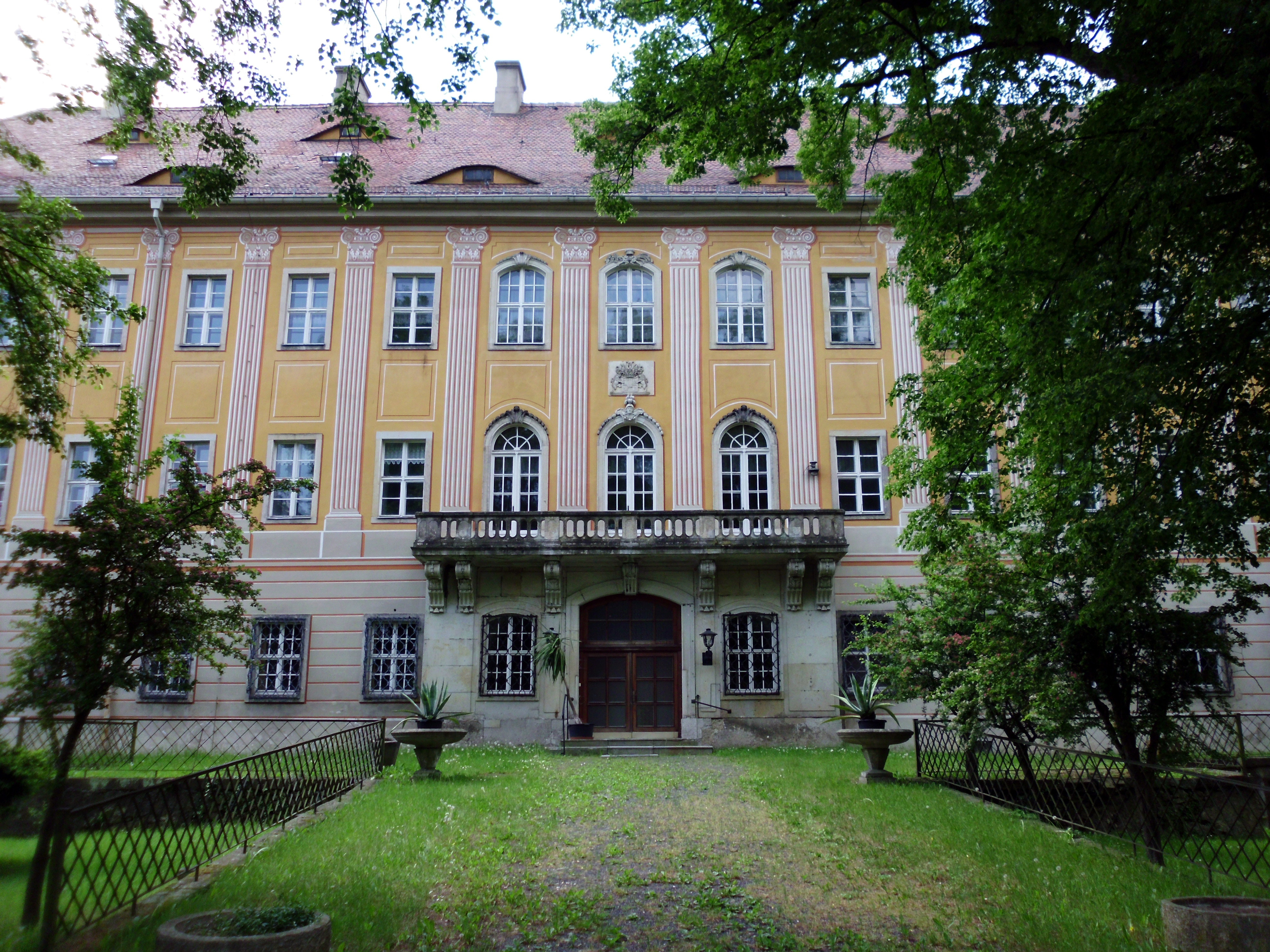
Schloss Königsbrück

Luftpanorama (in der Mitte ist Norden)

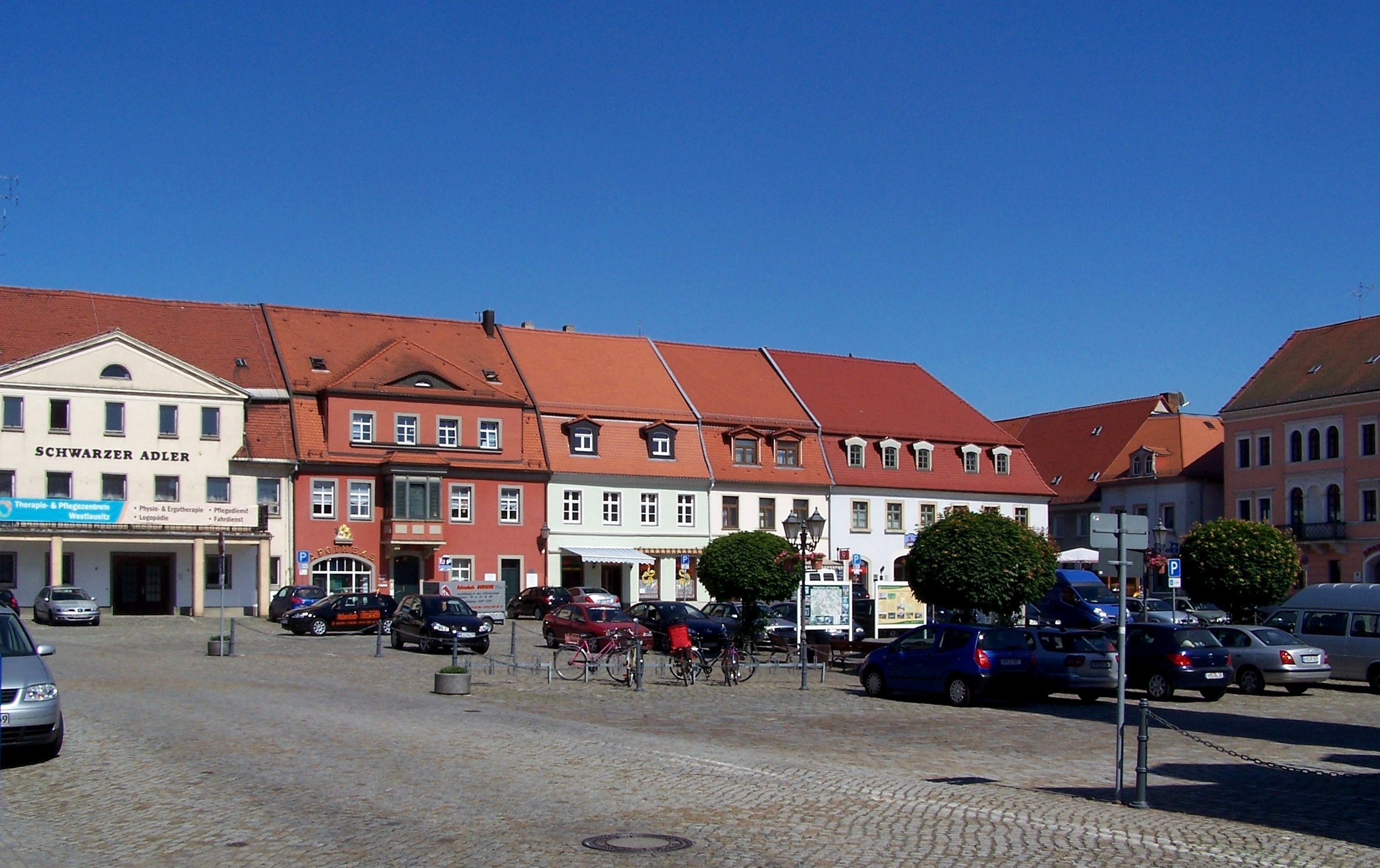
Marktplatz

Königsbrück (obersorbisch Kinspork) ist eine Landstadt am westlichen Rand der Oberlausitz in Sachsen (Deutschland), knapp 25 km nördlich der Landeshauptstadt Dresden. Sie trägt sowohl die Beinamen „Tor zur Westlausitz“ als auch in neuer Zeit „Kamelienstadt an der Via Regia“ und ist Sitz der Verwaltungsgemeinschaft Königsbrück.

## Geographie

### Lage
Durch Königsbrück fließt die Pulsnitz. Die umliegende Landschaft ist überwiegend bewaldetes Heideland, im Norden die Königsbrücker Heide und im Süden die Laußnitzer Heide, das zum Landschaftsschutzgebiet Westlausitz gehört. 6 km südöstlich erhebt sich der markante Keulenberg.

### Stadtgliederung
Die Stadt gliedert sich in drei Ortsteile, die ursprüngliche Stadt einschließlich des Stadtteils Stenz sowie zwei weiteren Stadtteilen (Einwohnerzahlen zum 16. Oktober 2023):
- Königsbrück, 4097 Einwohner
- Gräfenhain, 429 Einwohner
- Röhrsdorf, 172 Einwohner

### Entwicklung des Stadtgebiets
Die ursprüngliche Stadt befand sich rechtsseitig der Pulsnitz; das Stadtgebiet wurde im Norden durch die Käbnitz, im Süden und Westen durch die Pulsnitz begrenzt. Nördlich der Stadt lagen auf Weißbacher Lehnsflur die Berghäuser, südlich die Häuser auf der Meißner Lehnsflur und westlich das Dorf Stenz.
Der 1907 geschaffene Gutsbezirk „Garnisonsverwaltung Königsbrück“ war nicht Teil der Stadt. Er umfasste das Alte Lager bei Stenz, den Infanterieschießplatz bei Glauschnitz, das Neue Lager zwischen Königsbrück und Steinborn sowie den nördlich in der Heide neu angelegten Truppenübungsplatz mit den abgesiedelten Dörfern Otterschütz, Quosdorf und Zietsch.
Nach dem Abzug der Roten Armee übernahm die Stadt 1992 auch das gesamte Militärgebiet einschließlich der geschleiften Ortschaften bzw. Ortswüstungen Bohra, Krakau, Otterschütz, Quosdorf, Rohna, Sella, Steinborn, Zietsch und Zochau, wodurch sich das Stadtgebiet erheblich erweiterte.

### Nachbargemeinden
| Kroppen   | Hermsdorf                                   | Schwepnitz   |
| Thiendorf | Kompassrose, die auf Nachbargemeinden zeigt | Neukirch     |
| Laußnitz  | Großnaundorf                                | Haselbachtal |

## Geschichte
Königsbrück wurde erstmals 1248 urkundlich erwähnt. Vermutlich ist es kurz vorher als Grenzfeste zwischen der Mark Meißen und der böhmischen Oberlausitz entstanden. Die Entwicklung der Stadt ist eng mit der Hohen Straße/Via Regia – einer mittelalterlichen Handelsstraße, an der auch Bautzen, Görlitz und Kamenz liegen – verbunden. Hier an der Landesgrenze wurde ein königlicher Zoll erhoben. 1331 erhielt Königsbrück seine Stadtrechte. Königsbrück war ein strategisch wichtiger Grenzort der Oberlausitz, deshalb wehrten sich insbesondere die Städte des Oberlausitzer Sechsstädtebundes gegen etwaige Verpfändungen des Ortes. Als z. B. die Herren von Schönfeld als meißnische Vasallen 1350 die Stadt Königsbrück dem Meißner Markgrafen verkaufen wollten, verhinderten dies die Bautzener mit Gewalt und brachten die Stadt unter die böhmische Krone zurück. 1439–1579 war die Stadt im Besitz der Burggrafen von Dohna, deren Besitzungen 1527 erstmals als Herrschaft bezeichnet wurden. Nach dem Tod von Christoph von Dohna fielen Stadt und Herrschaft Königsbrück als erledigtes Lehen an die Krone Böhmen zurück. Kaiser Ferdinand I. verkaufte sie aber bereits 1562 wieder an Caspar von Dohna auf Straupitz (Niederlausitz), der sie im selben Jahr zur vierten Standesherrschaft der Oberlausitz erheben ließ.
1579 wurden 140 angesessene Bürger gezählt; einschließlich derer, die das Bürgerrecht nicht besaßen, dürfte die Höhe der Einwohner ca. 1000 Seelen betragen haben.

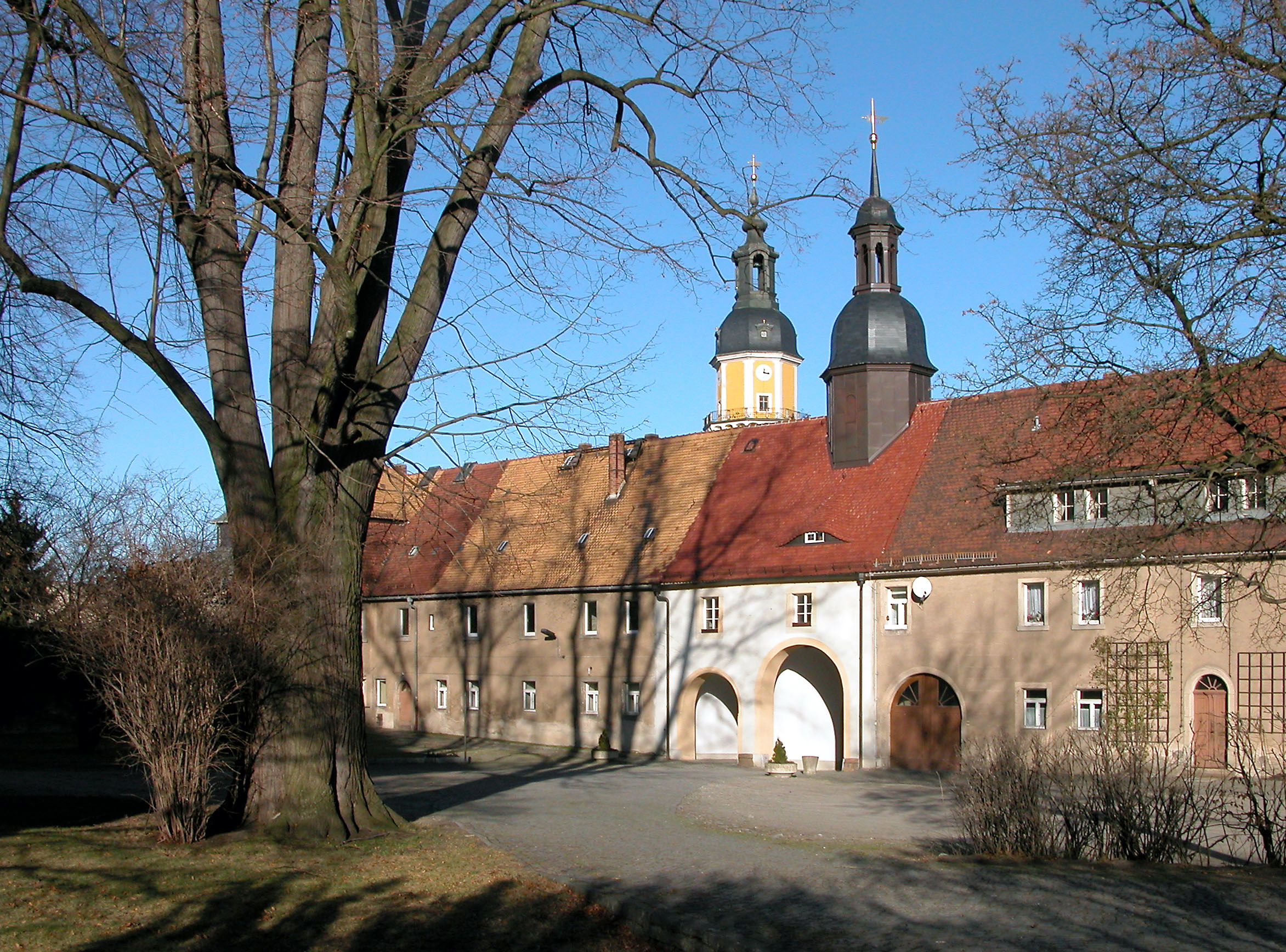
Torhaus des Schlosses

Standesherren und -herrinnen von Königsbrück waren:
- 1579–1726: Herren von Schellendorf – 1703–1726 Johanna Margaretha von Schellendorf geb. von Friesen (1655–1728).
- 1726–1773: Freiherren von Friesen
- 1773–1795: Grafen von Redern
- 1795–1803: Graf zu Münster-Meinhövel
- 1803–1856: Grafen von Hohenthal
- 1856–1893: Grafen Wilding, Fürsten zu Radali
- 1893–1920: Familie Naumann

Das Stadtwappen stammt von 1556.
Die Patrimonialgerichtsbarkeit der Standesherrschaft Königsbrück ging 1839 an den Staat über und wurde zunächst in einer Gerichtsexpedition des Justizamtes Kamenz in Königsbrück wahrgenommen. 1853 wurde diese in das Königliche Gericht Königsbrück umgewandelt und diese 1856 in das Gerichtsamt Königsbrück. 1879 wurde daraus das Amtsgericht Königsbrück und 1952 in der DDR das Kreisgericht Königsbrück. Nach der Wende wurde kein Amtsgericht mehr in Königsbrück eingerichtet.
1819 wurde in Königsbrück die erste sächsische Sparkasse gegründet.
Durch die Gräfin Louise Charlotte von Hohenthal wurde 1835 das Louisenstift, eine Kleinkindbewahranstalt gegründet. Das Anliegen der Einrichtung war es, „Eltern, denen es vermöge ihrer Verhältnisse nicht möglich ist ihre volle Zeit der Erziehung ihrer Kinder zu widmen, die Möglichkeit an die Hand zu geben, ihre Kinder in geordneter Weise erziehen zu lassen und in denselben schon in zartester Jugend den Keim zu einem sittlichen und religiösen Lebensrichtung zu legen und zu bewahren.“

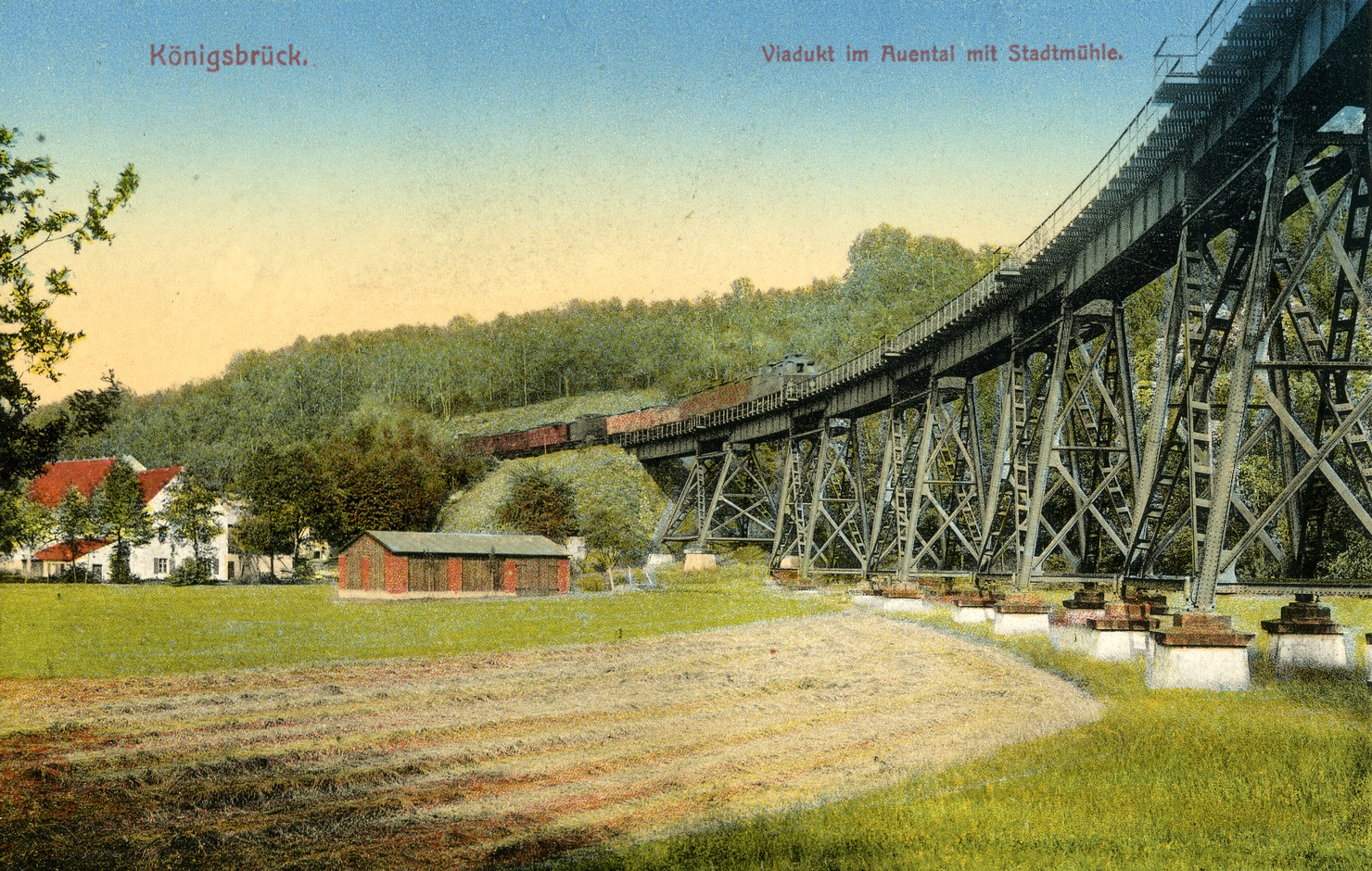
Viadukt Pulsnitztal

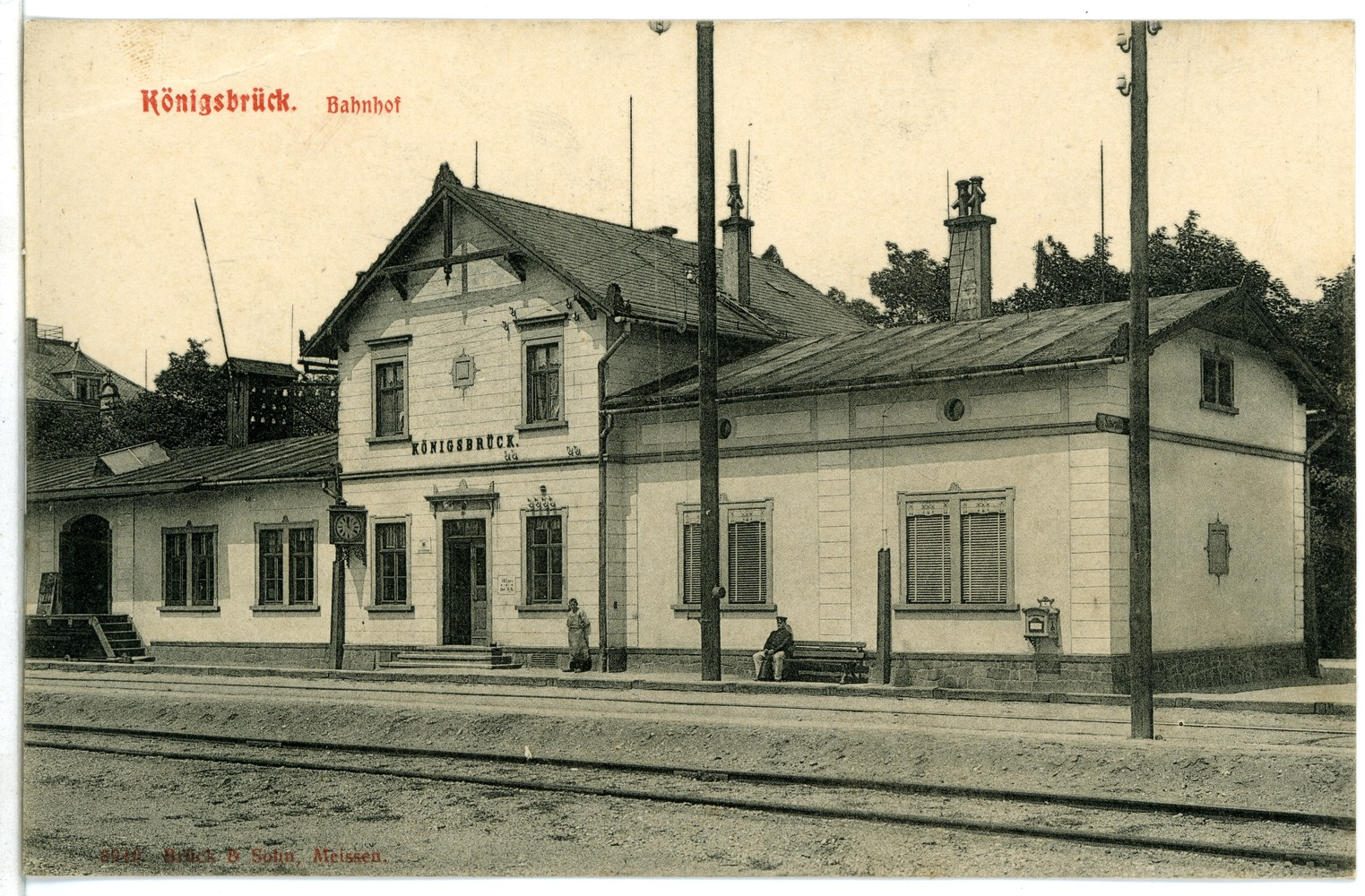
Bahnhof

Am 16. Oktober 1884 erfolgte der Anschluss Königsbrücks an das Eisenbahnnetz mit der Inbetriebnahme der Bahnstrecke Klotzsche–Königsbrück. Diese zunächst als Schmalspurbahn ausgelegte Strecke wurde 1897 auf Normalspur umgebaut und 1899 zunächst bis Schwepnitz verlängert. In den Jahren 1933 und 1934 erfolgte schließlich der Weiterbau nach Straßgräbchen-Bernsdorf.

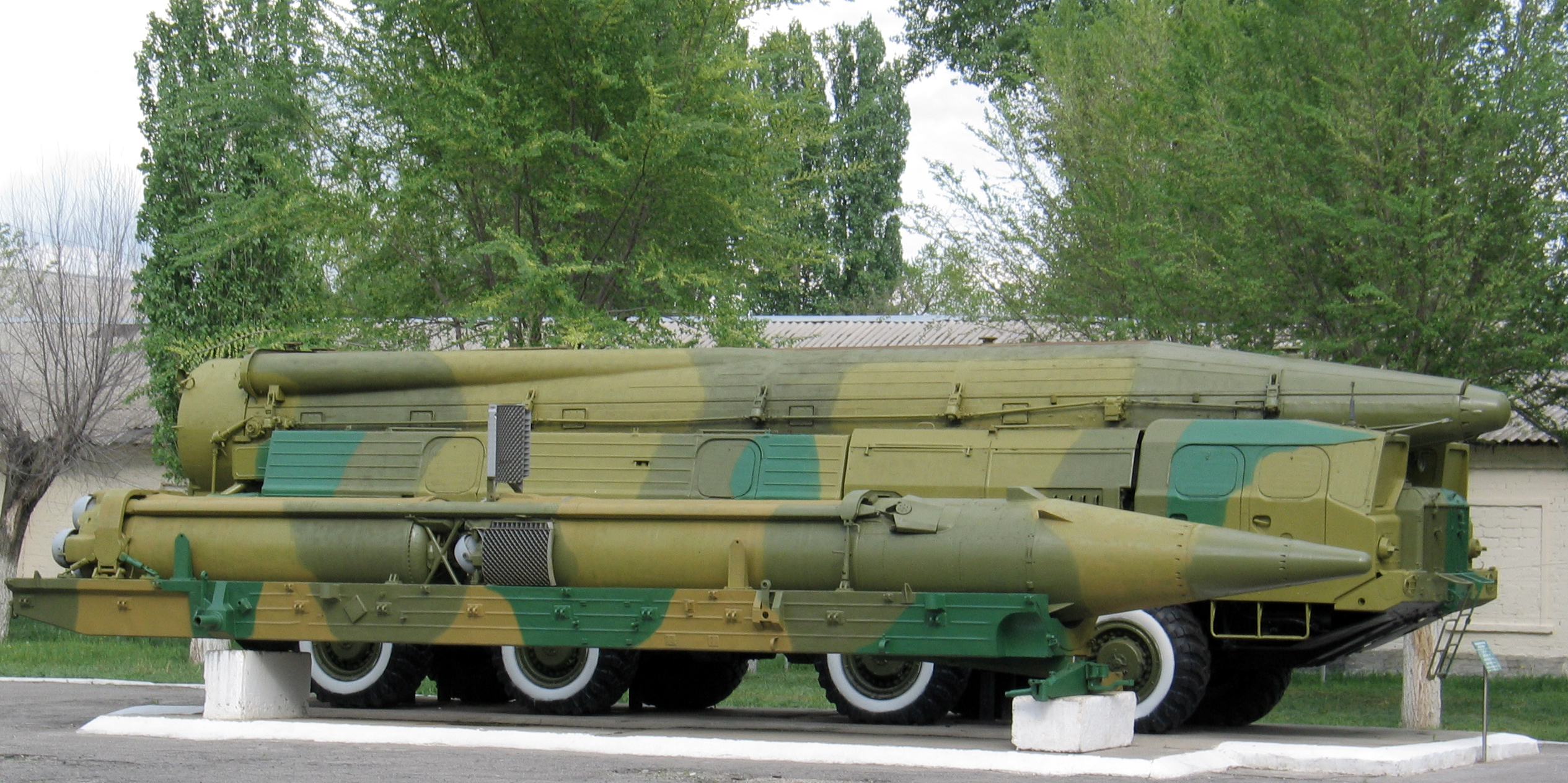
Sowjetische Nuklearraketen

1892 begann in der Laußnitzer Heide bei Glauschnitz der Bau eines großen Infanterieschießplatzes, zugleich entstand auf der Scheibe bei Stenz ein Barackenlager (Altes Lager). Im Sommer 1893 wurden diese durch das 106. Regiment in Betrieb genommen. Am 30. September 1893 wurde das Militärgebiet ein selbstständiger Gutsbezirk „Schießplatz bei Königsbrück“, der 1895 die neue Bezeichnung „Garnisonsverwaltung Königsbrück“ erhielt. Im Oktober 1893 wurde die Stadt zur königlichen Garnisonsstadt. Südlich des Bahnhofs entstand in den Jahren 1893–1895 die Prinz-Georg-Kaserne. 1906 wurde in der Königsbrücker und Krakauischen Heide der Truppenübungsplatz Königsbrück errichtet. In den Folgejahren entstand nördlich der Stadt ein neuer Kasernenstandort – das Neue Lager. Im Ersten Weltkrieg befand sich in Königsbrück ein Kriegsgefangenenlager. Nach dem Ende des Zweiten Weltkrieges besetzte die Rote Armee das Militärgebiet. Bis zum Abzug am 25. Februar 1988 waren während des Kalten Krieges sowjetische Nuklearraketen (NATO-Code: SS-12 Scaleboard) stationiert. 1992 war der Abzug der Gruppe der Sowjetischen Streitkräfte in Deutschland aus Königsbrück abgeschlossen.
Zu DDR-Zeiten befand sich in Königsbrück das Institut für Luftfahrtmedizin der NVA. Hier wurden NVA-Piloten und angehende Piloten-Bewerber ab dem 14. Lebensjahr, aber auch Fallschirmjäger, auf ihre Flugtauglichkeit untersucht. Auch den ersten und einzigen DDR-Kosmonauten, Sigmund Jähn, und dessen Ersatzmann, Eberhard Köllner, bereitete man hier auf ihren Raumflug medizinisch vor. Durch die Republik Österreich wurde in den Jahren 1984 bis 1986 aufgrund bilateraler Vereinbarungen zwischen der DDR und Österreich ein kompletter Neubau, der eine Unterdruck-Dekompressions-Kammer sowie eine Hochleistungs-Zentrifuge beinhaltete, gebaut. Hintergrund für dieses Bauvorhaben war die durch die USA in Zeiten des Kalten Krieges verhängte CoCom-Liste, die es unter Strafe untersagte, Hochtechnologie aus westlichen Industrie-Nationen in kommunistische Länder zu exportieren. Österreich als neutraler Staat umging dabei diese Liste und schuf damit einen wichtigen Baustein für die damalige Verteidigungsfähigkeit der DDR. Nach dem Ende der DDR wurden die Anlagen durch den Bund übernommen und modernisiert. Das international renommierte flugphysiologische Trainingszentrum des Zentrums für Luft- und Raumfahrtmedizin der Luftwaffe ist heutiger Hausherr.
2007 wurde der erste Solarpark in Königsbrück mit einer Leistung von 4,4 MW in Betrieb genommen.
2010 wurde ein weiterer mit 15 Millionen Euro errichteter Solarpark in der Königsbrücker Heide eröffnet.

### Eingemeindungen
- Stenz, Laußnitz-Neuer Anbau, Weißbacher Lehn, Schloßbezirk, 1939

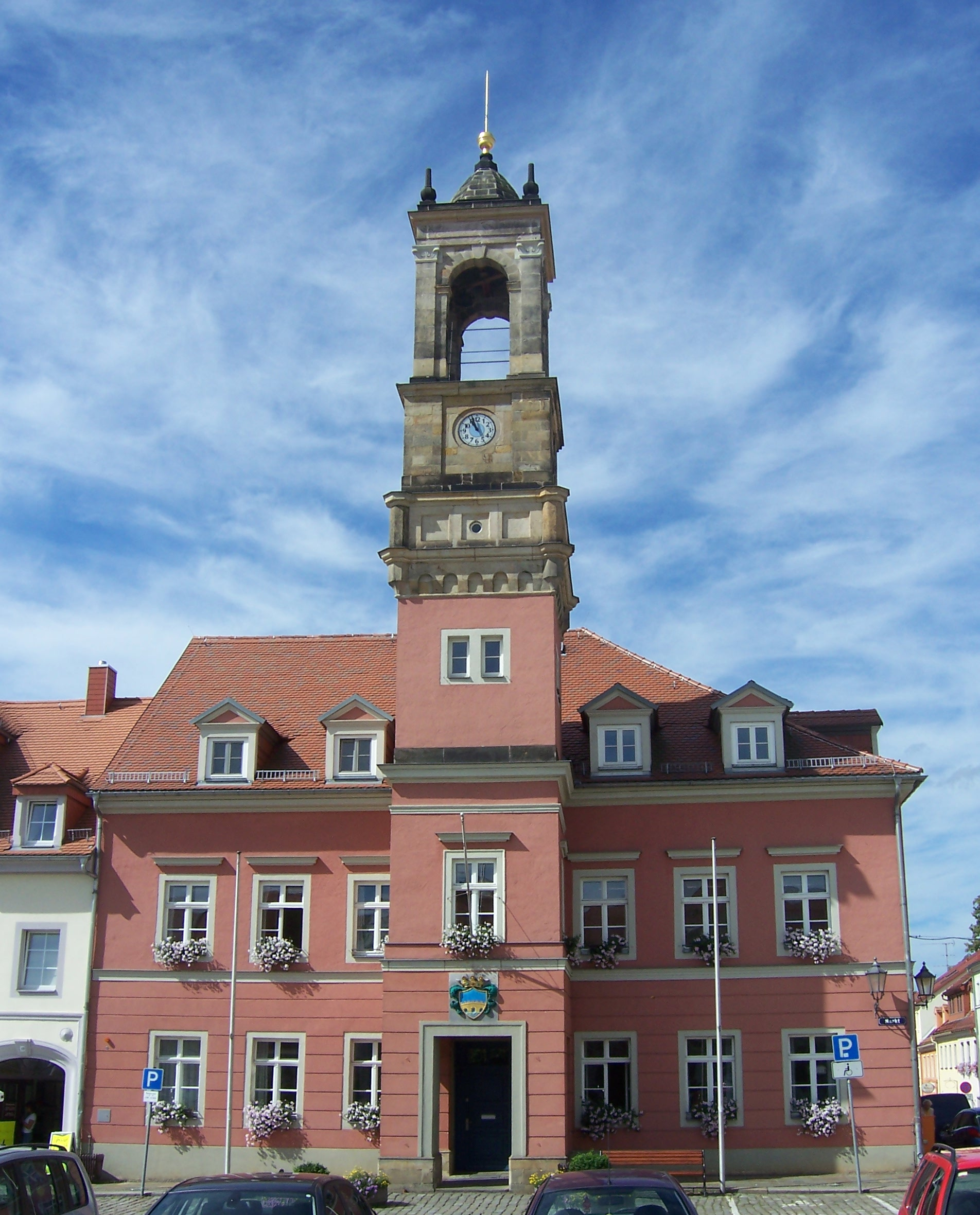
Rathaus

- Gräfenhain, 1994
- Röhrsdorf, 1994

### Einwohnerentwicklung
| Jahr      | Einwohner                                                            |
| --------- | -------------------------------------------------------------------- |
| um 1500   | 140                                                                  |
| 1579      | ca. 1.000                                                            |
| 1580–1800 | geringer Bevölkerungszuwachs aufgrund vieler Brände und Verwüstungen |
| 1806      | 1.050                                                                |
| 1830      | 1.554                                                                |
| 1832      | 1.652                                                                |
| 1849      | 1.890                                                                |
| 1875      | 1.926                                                                |
| 1900      | 3.252                                                                |
| 1925      | 3.201                                                                |
| 1950      | 5.274                                                                |
| 1970      | 5.248                                                                |
| 2012      | 4.362                                                                |
| 2015      | 4.438                                                                |
| 2020      | 4.576                                                                |
| 2023      | 4.683                                                                |

## Religionen
Die Einwohner der Stadt sind überwiegend evangelisch-lutherisch.

## Politik
- ILK/FWK: 6
- KG: 3
- CDU: 3
- AfD: 4

### Stadtrat
Seit der Kommunalwahl am 9. Juni 2024 verteilen sich die 16 Sitze des Stadtrates folgendermaßen auf die einzelnen Gruppierungen:
- Initiative „Lebendiges Königsbrück“ / Freie Wähler Königsbrück: 6 Sitze
- AfD: 4 Sitze
- CDU: 3 Sitze
- Bürgervereinigung Königsbrück Gemeinsam: 3 Sitze

| Liste                                   | 2024   | 2024   | 2019   | 2019   | 2014   | 2014   |
| Liste                                   | Sitze  | in %   | Sitze  | in %   | Sitze  | in %   |
| --------------------------------------- | ------ | ------ | ------ | ------ | ------ | ------ |
| Initiative „Lebensiges Königsbrück“     | 6      | 34,9 % | 4      | 25,5   | 4      | 26,0   |
| Freie Wähler Königsbrück                | 6      | 34,9 % | 3      | 20,1   | 4      | 26,3   |
| AfD                                     | 4      | 26,6   | 5      | 28,9   | –      | –      |
| CDU                                     | 3      | 21,9   | 4      | 25,5   | 5      | 26,4   |
| Bürgervereinigung Königsbrück Gemeinsam | 3      | 16,6   | –      | –      | –      | –      |
| AFV                                     | –      | –      | –      | –      | 2      | 12,6   |
| FK/DSU                                  | –      | –      | –      | –      | 1      | 8,6    |
| Wahlbeteiligung                         | 70,5 % | 70,5 % | 66,8 % | 66,8 % | 55,5 % | 55,5 % |

### Bürgermeister
Bürgermeister ist seit 2008 Heiko Driesnack (CDU).
| Wahl | Bürgermeister   | Vorschlag | Wahlergebnis (in %) |
| ---- | --------------- | --------- | ------------------- |
| 2022 | Heiko Driesnack | CDU       | 47,8                |
| 2015 | Heiko Driesnack | CDU       | 70,5                |
| 2008 | Heiko Driesnack | CDU       | 63,9                |
| 2001 | Jürgen Loeschke | DSU/CDU   | 66,1                |
| 1994 | Jürgen Loeschke | DSU       | 65,0                |

### Wappen
Beschreibung: In Blau eine durchgehende goldene gemauerte gewölbte Brücke mit drei Bögen und sieben Zinnen über einem braunen Grund. Eine goldene Blätterkrone schwebt über der Brücke.

## Kultur und Sehenswürdigkeiten
In der Liste der Kulturdenkmale in Königsbrück sind die Kulturdenkmale der Stadt aufgeführt.
- Königsbrücker Heide
- Schloss mit Park
- Mittelalterlicher Markt
- Via-Regia-Modellausstellung
- Evangelische Hauptkirche
- Katholische Kreuzerhöhungskirche
- Hospitalkirche
- Wasserturm
- Baderbrücke
- Soldatenfriedhof
- Bibererlebnispfad
- Rekonstruierter Kursächsischer Viertelmeilenstein der Poststraße im Zuge der Via Regia an der Straße nach Kamenz mit Originalteilen aus der Friedhofsmauer
- Originalwappenstück der Kursächsischen Postdistanzsäule des durch den Truppenübungsplatz Königsbrück vernichteten Städtchens Krakau (z. Zt. im Stadtmuseum Dresden)
- Viadukt Pulsnitztal – eine der wenigen Bahnbrücken mit einer Kurve, erbaut 1899, stillgelegt 2001

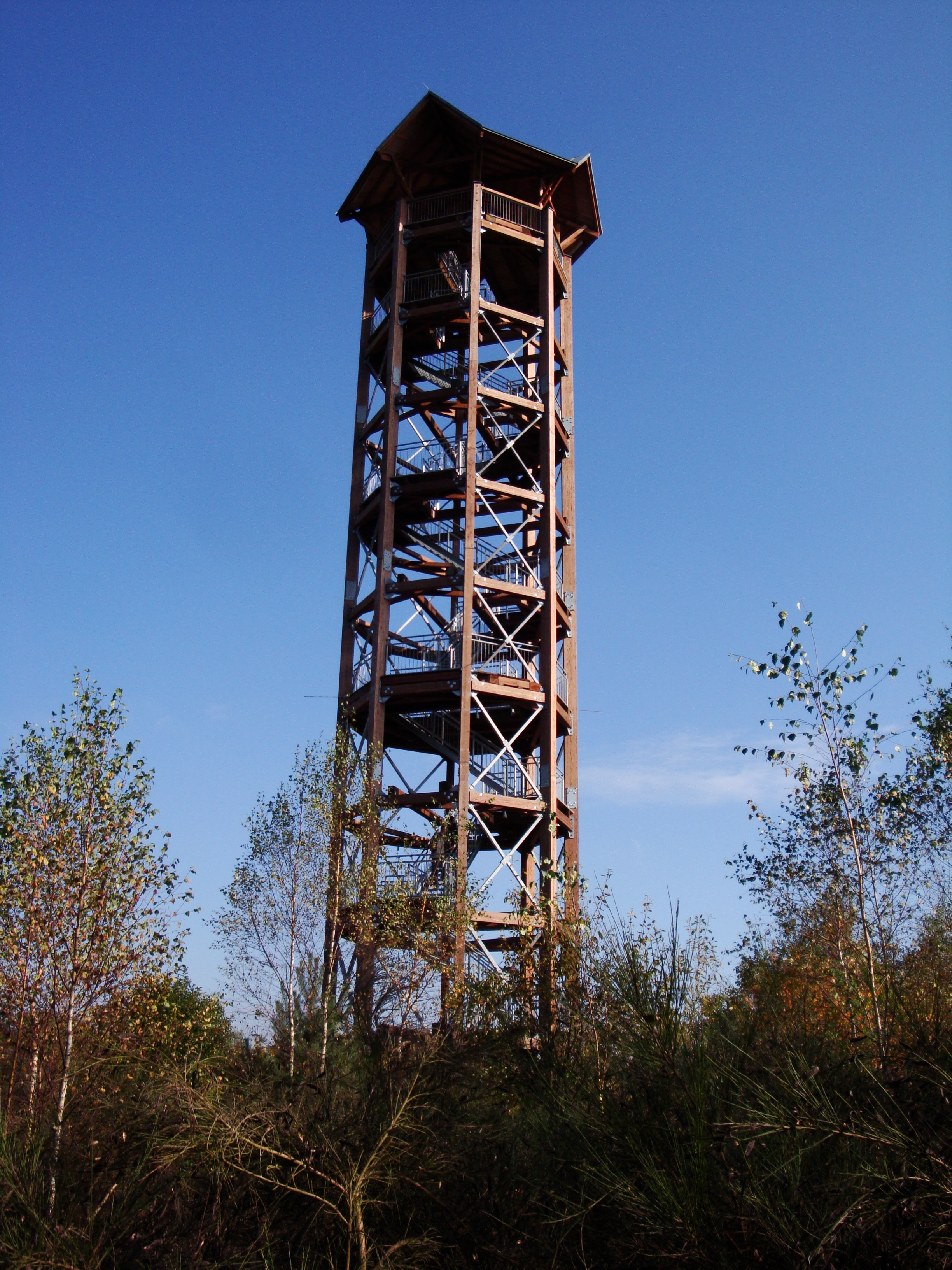
Haselbergturm in der Königsbrücker Heide
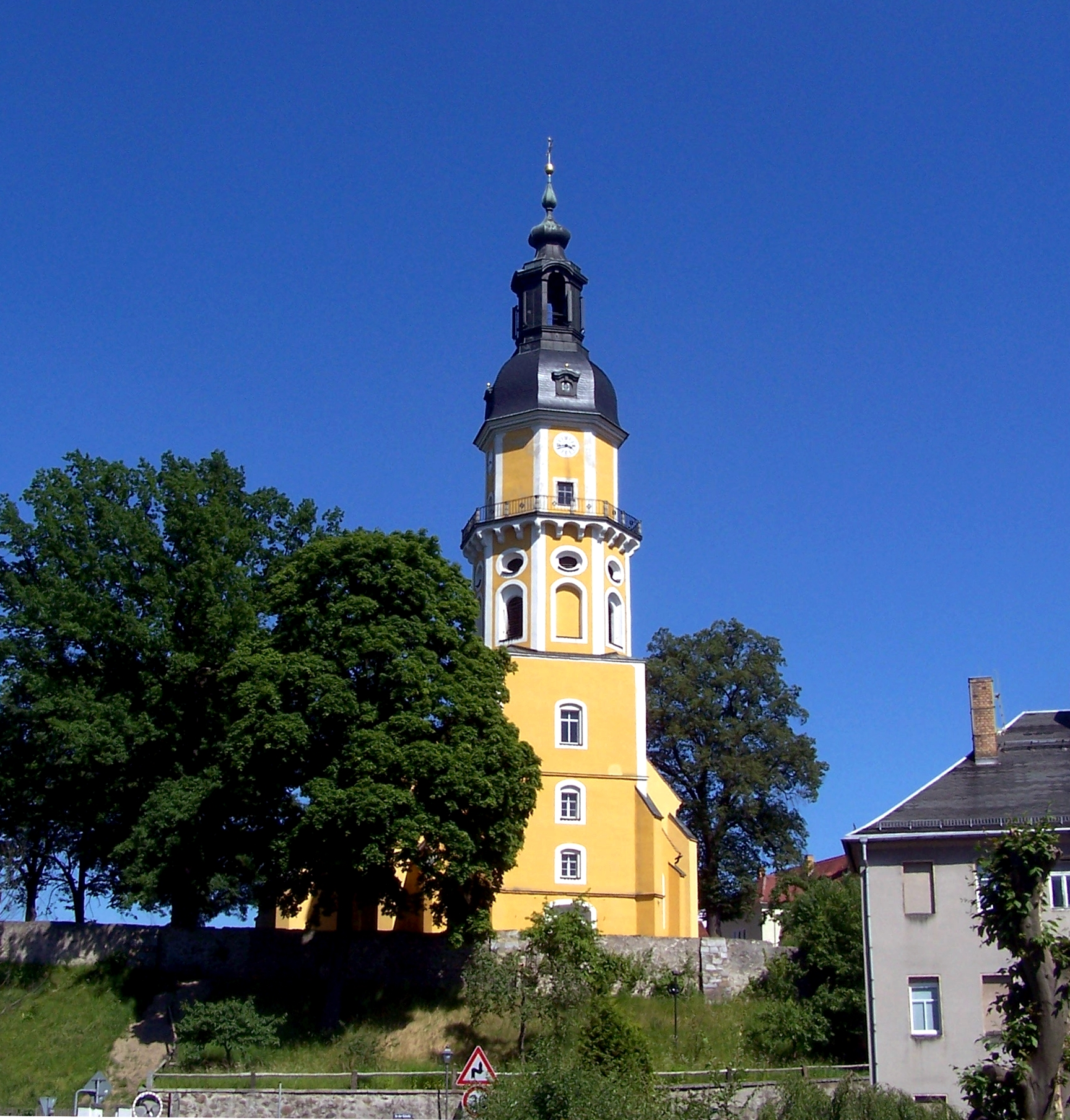
Evangelische Hauptkirche
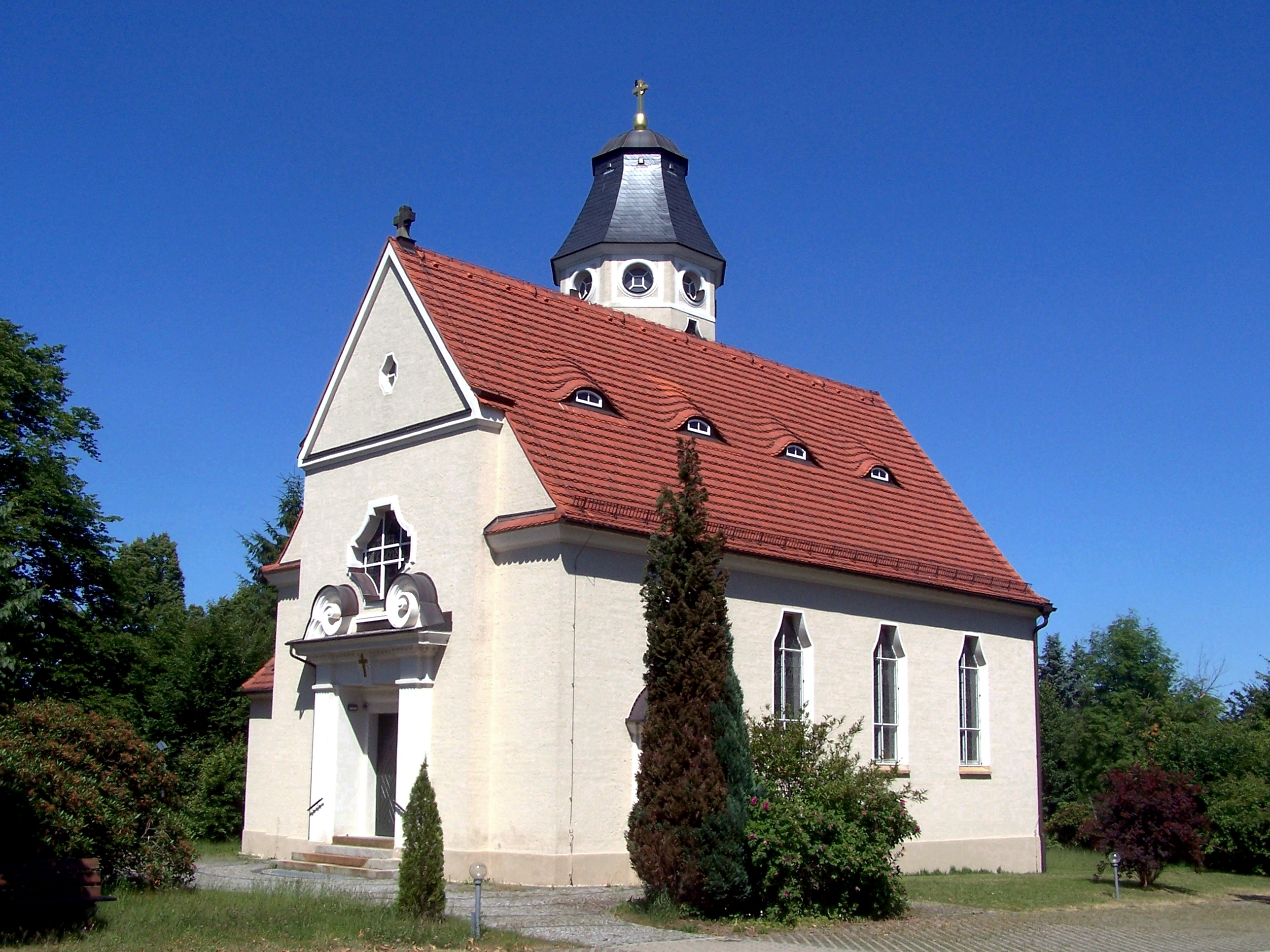
Katholische Kirche
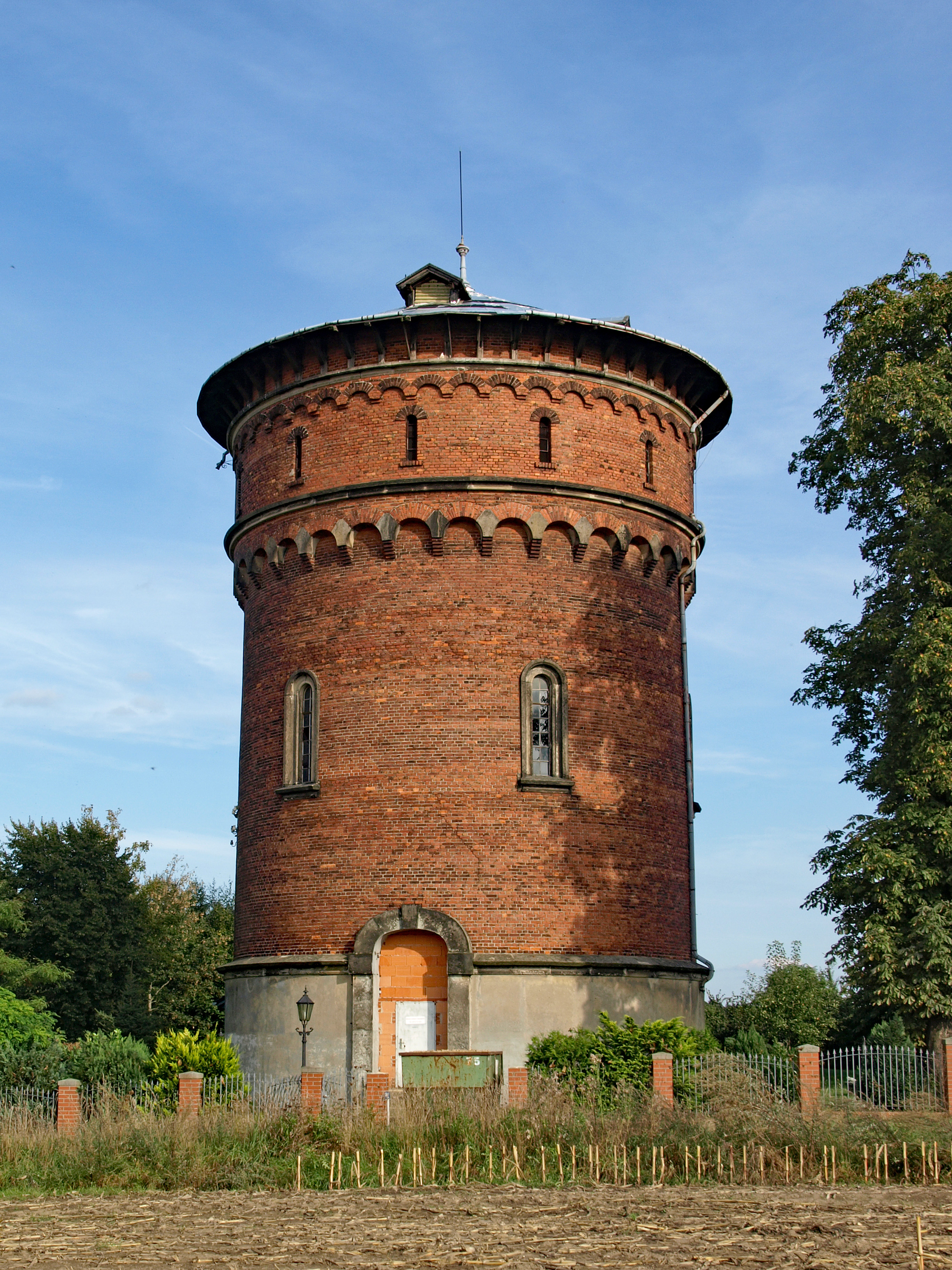
Wasserturm

### Regelmäßige Veranstaltungen

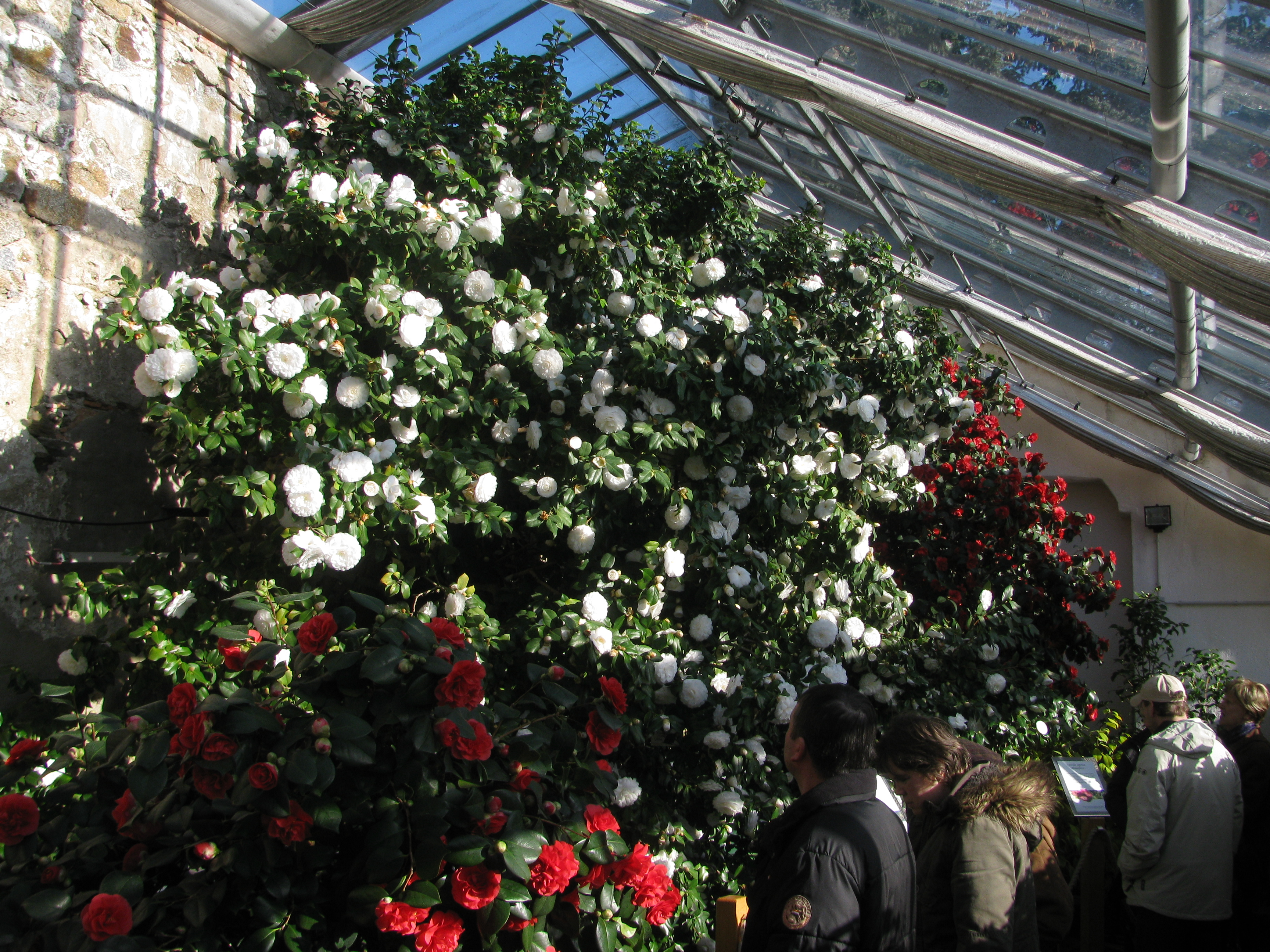
Königsbrücker Kamelien

- Kamelienschau je nach Blüte Ende Januar bis Anfang April
- Königsbrücker Christmarkt
- Faschingsumzug
- Schützenfest

### Gedenkstätten

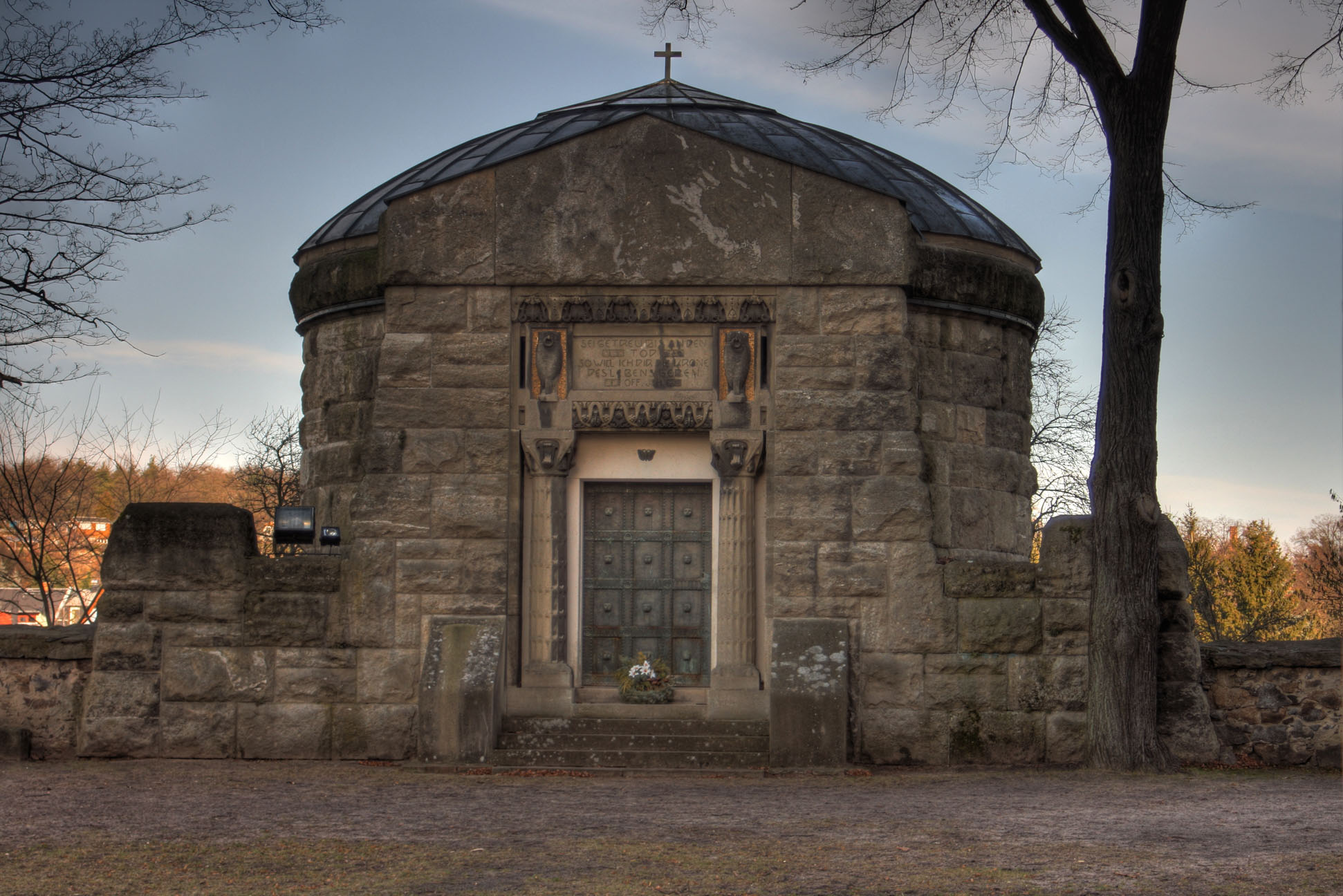
Mausoleum der Familie Naumann

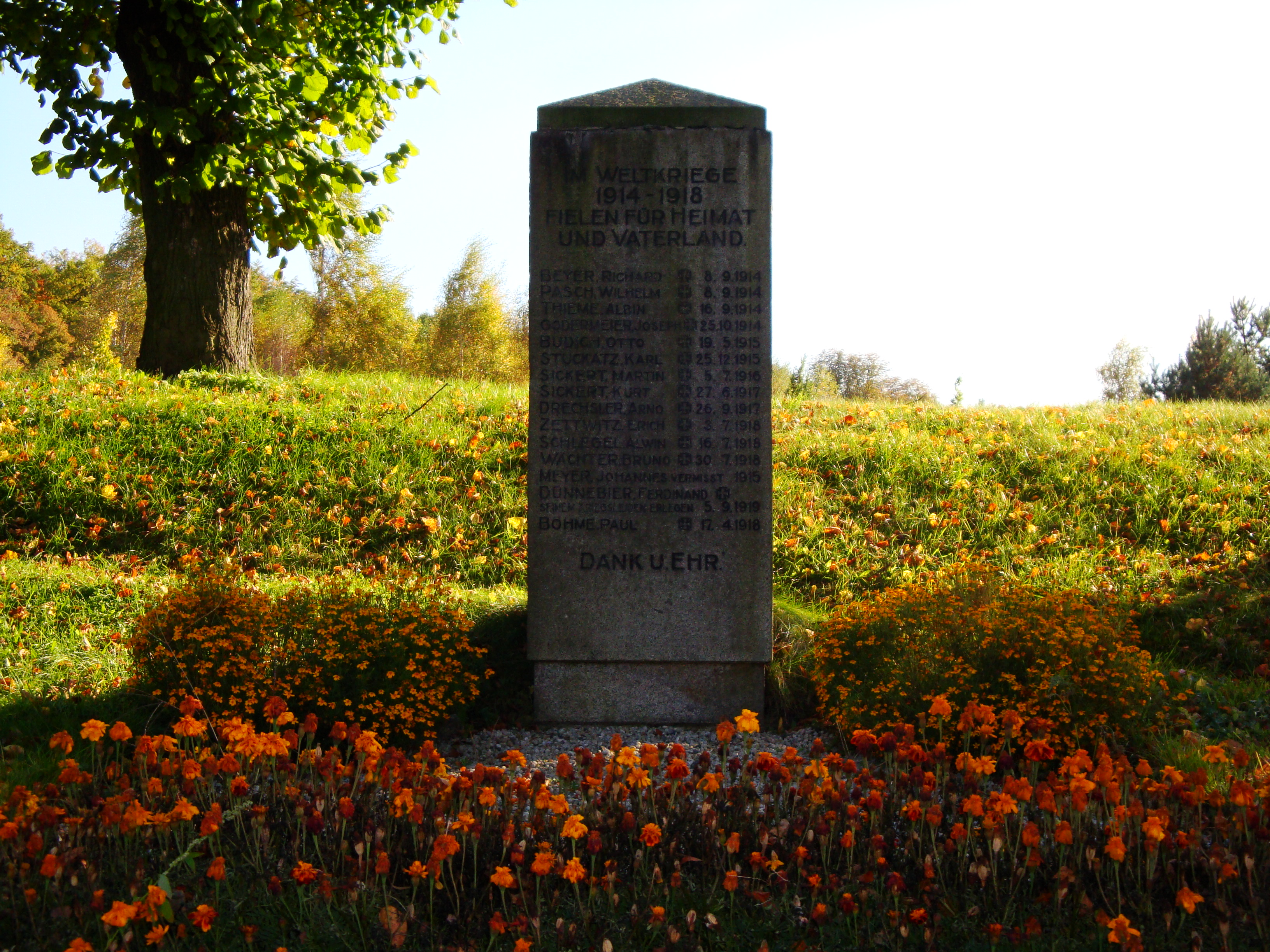
Kriegerdenkmal für die Gefallenen des Ersten Weltkriegs

- Mausoleum der Familie Naumann hinter der Königsbrücker Hauptkirche
- Am Eingang des Friedhofs an der Gartenstraße erinnern eine Grabstätte und ein Gedenkstein an zwei unbekannte, vermutlich polnische KZ-Häftlinge, die bei einem Todesmarsch im Frühjahr 1945 von SS-Männern ermordet wurden.
- Gedenkstätte auf dem Scheibischen Berg
- Soldatenfriedhof für die in Königsbrück gestorbenen Kriegsgefangenen
- Kriegerdenkmal in der Schlossstraße für die Gefallenen der Feldzüge von 1866 und 1870/71
- Kriegerdenkmal für die Gefallenen des Ersten Weltkriegs
- Erinnerungsstätte für die durch den Truppenübungsplatz Königsbrück gewüsteten Dörfer in Röhrsdorf

### Freizeit- und Sportanlagen
- Stadtbad
- Sportplatz (Kunstrasen)
- Sporthalle
- Vierbahnensportkegelanlage
- Sportanlage mit Kegelbahn für Freizeitsport im Ortsteil Gräfenhain
- Tennisplatz in Gräfenhain

### Naturschutz
- Siehe auch: Liste der Naturdenkmale in Königsbrück

## Bildung
- Arthur-Kießling-Schule (Oberschule), vormals Wilhelm-Pieck-Oberschule
- Juri-Gagarin-Schule (Grundschule)
- Königsbrücker Ausbildungsstätte gGmbH[9]
- Kinderhaus Regenbogen
- Kinderhaus Rappelkiste

## Verkehr

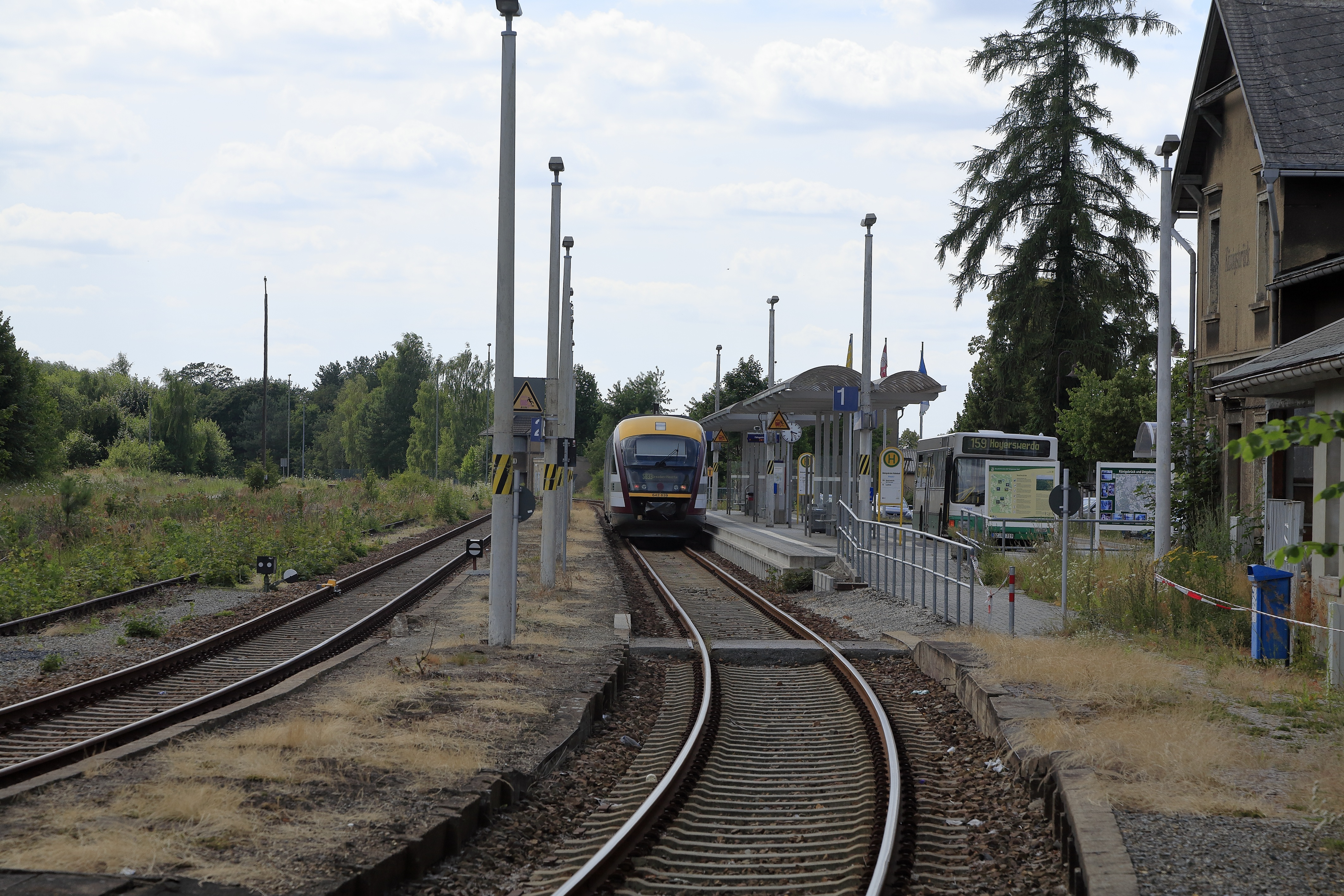
Bahnhof Königsbrück

Der Bahnhof Königsbrück liegt an der Bahnstrecke Dresden-Klotzsche–Straßgräbchen-Bernsdorf und ist seit 2001 der nördliche Endpunkt des noch in Betrieb befindlichen Abschnitts. Stündlich verkehren die Regionalbahnen über Ottendorf-Okrilla bis zum Bahnhof Dresden-Neustadt, wofür diese circa 45 Minuten benötigen. Mit dem Bus kann man nach Hoyerswerda, Kamenz, Pulsnitz und Röhrsdorf fahren.
Durch Königsbrück führen die Bundesstraße 97 nach Dresden bzw. nach Schenkendöbern und die B 98 Richtung Zeithain.
Die Bundesautobahn 4 kann man in circa 15 km Entfernung in Hermsdorf und die Bundesautobahn 13 in circa 13 km Entfernung in Thiendorf erreichen.

## Persönlichkeiten

### Söhne und Töchter der Stadt
- Georg Bartisch (1535–1607), Augenarzt und Urologe, geboren in Gräfenhain
- Carl Magnus von Schellendorff (1562–1621), Standesherr
- Karl Gottlob Sperbach (1694–1772), Philologe
- Wolf August Carl von Schellendorff (1598–1666), Standesherr
- Karl August Großmann (1741–~1798), Kupferstecher und Verleger
- Johann Karl August Gregor Müglich (1793–1862), evangelischer und katholischer Theologe und Autor
- Carl Eduard Frenzel (1812–unbekannt), Lehrer und Autor
- Widar Ziehnert (1814–1839), Dichter und Sagensammler
- Julius Rose (1828–1911), Maler, Pseudonyme Georg Carré, Georg Carée und A(ntonio) (Julius) Rose
- Karl Edwin Leuthold (1847–1891), Jurist und Bergrechtler, Direktor des sächsischen Bergamtes und Professor an der Bergakademie Freiberg
- Curt Tausch (1899–1969), Bildhauer
- Heinz Kubasch (1913–2013), Museologe
- Siegfried Gräfe (1928–2004), Offizier, Generalmajors der NVA
- Wolfgang Hänsch (1929–2013), Architekt
- Georg Meister (1929–2022), Forstwissenschaftler
- Lutz Stützner (1957–2021), Cartoonist und Trickfilmer[10]
- Birgitta Nass, Tänzerin und Choreografin

### Persönlichkeiten, die vor Ort wirken oder gewirkt haben
- Donat Pfeiffer (um 1500–1562), erster evangelischer Prediger in Königsbrück
- Christoph von Schellendorf (um 1520–1583), Standesherr und kaiserlicher Rat
- Justus von Gebhard (1588–1656), Jurist und Kaiserlicher Geheimer Rat in Wien
- Johann Maximilian von Schellendorff (1645–1703), Standesherr und Kammerherr
- Gottfried Blobel (1758–1809), Pfarrer
- Johann Friedrich Voigtländer (1769–1844), evangelischer Theologe
- Karl Gustav Schmalz (1775–1849), Armenarzt und Gründer der Witwenkasse in Königsbrück von 1807–1836
- Amadeus Johann Gottlieb Ziehnert (1785–1856), evangelischer Theologe und Autor
- Leberecht Immanuel Döring (1786–1833), Philologe und evangelischer Theologe
- Ernst Ferdinand Rückert (1795–1843), Arzt und Autor
- Justus Thiersch (1859–1937), deutscher Mediziner und Autor, Stabsarzt Reservelazarett II
- Hansheinrich von Wolf (1873–1916), deutscher Offizier
- Edmond Delphaut (1891–1957), französischer Bildhauer und Maler
- Heinrich Seck (1895–1947), Oberlandeskirchenrat, von 1931 bis 1933 Pfarrer in Königsbrück
- Ernst Rudolf Worlitzsch (1895–1980), Mathematiker und Physiker
- Rudolf Sitte (1922–2009), Bildhauer, Maler, Grafiker und Kunstkeramiker
- Clas Michael Naumann zu Königsbrück (1939–2004), Zoologe, aufgewachsen in Königsbrück bis 1945
- sowie nicht genannte Standesherren und deren Ehefrauen (siehe Standesherrschaft Königsbrück)